# Masaichi Kaneda

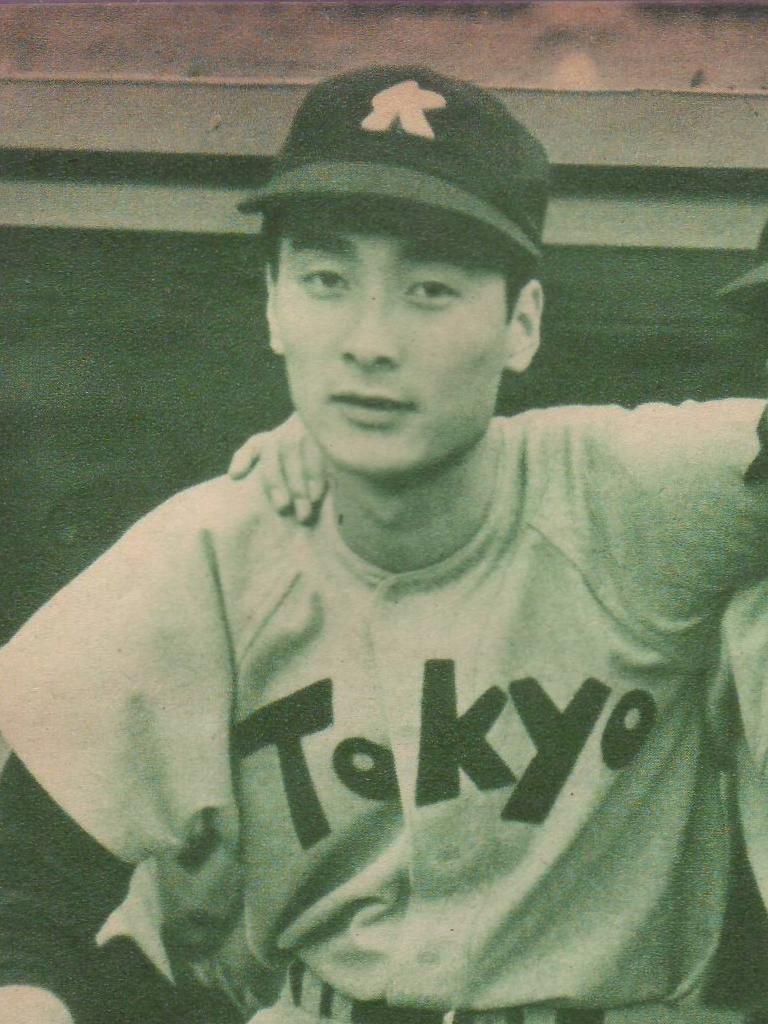
Masaichi Kaneda (1956)

Masaichi Kaneda (japanisch 金田 正一, Kaneda Masaichi; geboren 1. August 1933 in Inazawa (Präfektur Aichi); gestorben 6. Oktober 2019) war ein japanischer Baseball-Spieler, Kommentator und Unternehmer.

## Leben und Wirken
Masaichi Kaneda brach 1950 die „Kyōei High School“ (享栄高等学校, Kyōei kōtōgakkō) in Nagoya ab,  trat  in den Baseball-Verein „National Railways Swallows“ (derzeit „Tōkyō Yakult Swallows“) ein und gewann bereits in diesem Jahr als Pitcher acht Siege. 1964 wechselte er zu den „Yomiuri Giants“ und ging dann 1969 in den Ruhestand.
In dieser Zeit stellte Kaneda als exzellenter linkshändiger Pitcher einen Rekord (Stand 2019) von insgesamt 400 Siegen, insgesamt 4490 Strikeouts und insgesamt 365 komplett gepitchten Spielen in der Geschichte des professionellen Baseballs auf. Obwohl er vor dem Wechsel zu den Giants nicht in einer Spitzenmannschaft der Liga war, erzielte er von 1951 bis 1964 bei den Swallows in 14 aufeinanderfolgenden Jahren einen professionellen Baseballrekord von 20 Siegen. Am 21. August 1957 beendete er ein perfektes Spiel gegen die „Chūnichi Dragons“ mit einem No-Hit-No-Run Sieg. 
Kanedas Rückennummer 34 bei den Giants wird nicht wieder vergeben. Als Mannschaftsleiter war er von 1974 bis 1978 Direktor von „Lotte Orions“ (heute „Chiba Lotte Marines“) und gewann 1974 die  „Nippon Series“. Danach war er ab 1990 noch einmal für zwei Jahre Geschäftsführer von Lotte Orions. Zu seinen weiteren Rekorden im professionellen Baseball gehören 944 Pitches in einem Spiel, dreimal war er in Japan Nummer 1 im Earned Run Average, 5526 Pitches mit 2 zu 3, 400 Siege und 298 Niederlagen, 4490 Strikeouts, 365 Spiele ohne Ablösung, 82 Spiele ohne Gegenpunkte. Er gewann dreimal den „Sawamura Award“.
Seine Gesamtleistung als Trainer (8 Jahre) beträgt 1011 Spiele, 471 Siege, 468 Niederlagen, 72 Unentschieden, eine Gewinnquote von 50 %,  1 Sieg in der „Nippon Series“. Im Ruhestand arbeitete er als Kommentator im Fernsehen. 1988 wurde er in die „Baseball Hall of Fame“  (野球殿堂, Yakyū dendō) aufgenommen.